# Jaime Paz Zamora
Jaime Paz Zamora (Cochabamba, 15 de abril de 1939) é um político boliviano que foi presidente de seu país entre 6 de agosto de 1989 e 6 de agosto de 1993. Ele também foi vice-presidente entre 1982 e 1984.
Zamora, formado em filosofia e teologia estudou ciências sociais e políticas na Bélgica.

## Biografia
Jaime Paz Zamora nasceu em Cochabamba em 15 de abril de 1939, filho de um homem de Tari, o general Néstor Paz Galarza, primo-irmão do presidente Víctor Paz Estenssoro e de Edith Zamora, de Tari.
Foi bacharel no Colégio Jesuíta do Colegio del Sagrado Corazón em Sucre e mudou-se para a cidade de Córdoba na Argentina onde ingressou na ordem religiosa dos Redentoristas e estudou filosofia e teologia. Antes de receber a ordem sacerdotal, aposentou-se da vida religiosa. Anos mais tarde, formou-se como Bacharel em Ciências Sociais e Políticas com especialização em Relações Internacionais na Universidade Católica de Leuven, Bélgica.
Foi fundador em 7 de setembro de 1971 e líder do Movimiento de Izquierda Revolucionaria (partido MIR da Bolívia registrado na Internacional Socialista. Além disso, organizou a resistência clandestina contra o regime militar do general Hugo Banzer Suárez.

## Presidente da Bolívia (1989-1993)
Foi eleito vice-presidente pelo Congresso em 1982. Suas relações com o presidente Hernán Siles Zuazo eram tensas e conflituosas devido à ruptura entre o MIR e a coalizão. Finalmente, renunciou em 14 de dezembro de, 1984 para se qualificar como candidato presidencial.
Em 5 de agosto de 1989 foi proclamado presidente pelo Congresso apesar de ter ficado em terceiro lugar durante as eleições gerais de 7 de maio daquele ano, graças ao apoio político que recebeu do segundo candidato mais votado, a direita e ex-rival ideológica Hugo Banzer Suárez. Ao ajudar Paz Zamora, Banzer evitou a proclamação de Gonzalo Sánchez de Lozada, que havia vencido as eleições, mas não com os 50% necessários para assumir a presidência. Acabar com a frase popular que Paz Zamora proferiu durante as eleições de 1980 para os Ríos de Sangre Insalvables referindo-se à perseguição política sofrida pelos militantes do MIR durante a ditadura de Banzer.
Durante seu governo, assinou o Acordo de Integração “Andrés de Santa Cruz”, que estabelece que o Peru conceda à Bolívia, por 50 anos extensíveis, uma zona turística livre ao longo de 5 km² da costa de Ilo, batizada pelos presidentes de “Bolívia-Mar”.
Zamora defendeu o potencial uso medicinal e industrial da coca, mas obteve muito pouco em termos de resultados concretos. Por outro lado, acusações de corrupção interromperam seu mandato, o que acabaria levando à prisão de seu assessor e cofundador do MIR, Oscar Eid, por ligações com o narcotráfico. Cumpriu os quatro anos de prisão completos, o que a longo prazo trouxe repercussões totalmente negativas para a pessoa de Paz e para o MIR. Na política externa, Paz Zamora negociou com sucesso a cessão de um porto soberano na costa peruana, embora sem a continuidade territorial do território boliviano, seu benefício foi bastante limitado.
Seu governo foi marcado por denúncias de corrupção e supostas ligações com o tráfico de drogas. Apesar de ter sido um dos governos que mais tentou implementar políticas de mercado livre na Bolívia (em 1992 Paz Zamora aprovou a lei de privatização, antecessora da lei de capitalização que Gonzalo Sánchez de Lozada iria implementar), finalmente os supostos escândalos de corrupção e narcóticos empates não foram comprovados.
Após a saída do poder em 1993, a figura do MIR e Paz Zamora foram consideravelmente prejudicadas pela derrota eleitoral de Hugo Bánzer, da qual foi eleito o líder do Movimento Nacionalista Revolucionário, Gonzalo Sánchez de Lozada. Paz Zamora concorreu à presidência quatro vezes até agora: 1985, 1989, 1997 e 2002. Ficou em terceiro lugar nas preferências nas três primeiras eleições e em quarto na última. Nas eleições gerais realizadas em 18 de dezembro de 2005, apresentou sua candidatura a prefeito do departamento de Tarija, mas foi derrotado.